# II Liceum Ogólnokształcące im. Marii Konopnickiej w Katowicach
II Liceum Ogólnokształcące z Oddziałami Dwujęzycznymi im. Marii Konopnickiej w Katowicach – publiczne liceum ogólnokształcące w Katowicach, położone przy ulicy B. Głowackiego 6, na terenie dzielnicy Śródmieście.
Zostało założone w 1948 roku na bazie istniejącej od 1922 roku Szkoły Powszechnej im. Marii Konopnickiej. Gmach szkolny powstał natomiast w 1911 roku na potrzeby Volksschule I. Liceum prowadzi oddziały dwujęzyczne hiszpańskie, a od 1994 roku jest Szkołą Stowarzyszoną UNESCO. Działa pod patronatami m.in. Ministerstwa Edukacji Królestwa Hiszpanii, Śląskiego Uniwersytetu Medycznego, Politechniki Śląskiej czy Uniwersytetu Ekonomicznego w Katowicach.

## Historia

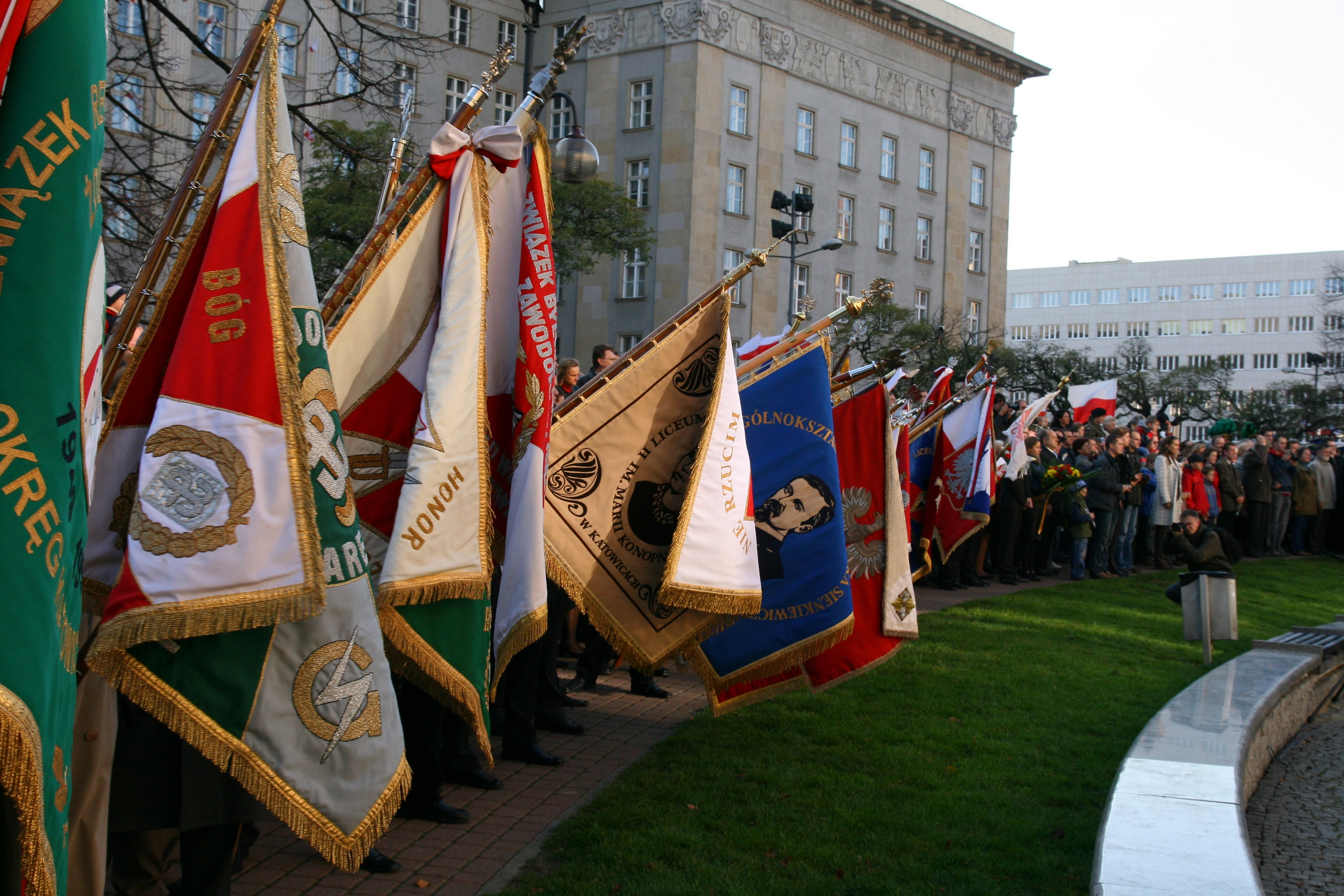
Obchody Święta Niepodległości na placu Bolesława Chrobrego w Katowicach 11 listopada 2008 roku; pośrodku widoczny sztandar II Liceum Ogólnokształcącego w Katowicach

Obecne II Liceum Ogólnokształcące powstało w 1948 roku, kiedy to zostało powołane liceum dla dziewcząt, lecz początki szkolnictwa przy ulicy B. Głowackiego sięgają początków XX wieku. W 1910 roku rozpoczęto budowę gmachu z przeznaczeniem dla szkolnictwa niższego przy ówczesnym Kleiststrasse (późniejsza ulica B. Głowackiego) w Katowicach – dla Volksschule I. Gmach został oddany do użytku w 1911 roku (bądź w 1913 roku). Jej patronem był niemiecki poeta Heinrich von Kleist, a rektorem mianowany został Josef Scholz.
Po przyłączeniu terenów wschodniej części Górnego Śląska do Polski, w 1922 roku w budynku obecnego liceum rozpoczęła działalność Publiczna Szkoła Powszechna Nr 2 im. Marii Konopnickiej. Jej pierwszym rektorem został Józef Cieślik. Jej działalność została zawieszona w czasie II wojny światowej i wznowiona w roku 1945. Otwarto wówczas Publiczną Szkołę Powszechna Nr 2 im. Marii, której kierownikiem został Emil Kujawski.
W 1948 roku nastąpiło przekształcenie szkoły w Ogólnokształcącą Szkołę Żeńską Stopnia Podstawowego i Licealnego im. Marii Konopnickiej, co stało się właściwym początkiem działalności liceum. Podzielono wówczas Miejskie Gimnazjum i Liceum Żeńskie w Katowicach przy ulicy 3 Maja na trzy jednostki – część dziewcząt przeszła do budynku przy ulicy B. Głowackiego. Dyrektorem nowej placówki został dotychczasowy dyrektor szkoły powszechnej Emil Kujawski.
W 1952 roku zreformowano strukturę szkoły, która przyjęła nazwę IV Szkoły Podstawowej i Liceum Ogólnokształcącego, zaś rok później wprowadzono koedukację. W 1960 roku liceum i szkoła podstawowa usamodzielniły się, a oddział ponadpodstawowy przekształcił się w Liceum Ogólnokształcące im. Marii Konopnickiej. Dwa lata później placówka przyjęła nazwę II Liceum Ogólnokształcące im. Marii Konopnickiej. W 1977 roku oddano do użytku nowy segment sportowy z drugą pełnowymiarową salą gimnastyczną oraz basenem.
W grudniu 1993 roku otwarta została tutaj pierwsza pracownia komputerowa dla uczniów szkół średnich w Katowicach. W 1994 roku liceum przyjęto do Szkół Stowarzyszonych przy Polskim Komitecie ds. UNESCO, dzięki czemu m.in. zaczęła uczestniczyć w wielu programach międzynarodowych: The Baltic Sea Project, Phenological Studies, Bird Counting czy Environmental History. Rok 2005 roku przyniósł kolejne poszerzenie oferty edukacyjnej – otwarto wówczas w liceum klasę dwujęzyczną z językiem hiszpańskim. W tym samym roku szkoła została objęta patronatem Ministerstwa Edukacji Królestwa Hiszpanii, w 2012 roku Śląskiego Uniwersytetu Medycznego, a w 2012 roku Politechniki Śląskiej.
13 marca 2024 roku przy budynku II Liceum Ogólnokształcącego stanęła figurka beboka – Konopiusz.

## Dyrektorzy
- Emil Kujawski (1948–1949)[10]
- Irena Wojciechowska (1949–1952)[10]
- Aniela Dekarzewska (1952–1954)[10]
- Maria Greszczuk (1954–1958)[10]
- dr Michał Nowakowski (1958–1960)[10]
- Stefania Thalowa (pełniąca obowiązki; 1960)[5]
- dr Zygmunt Surowiak (1960–1968)[10]
- Wacław Frankowski (1968–1972)[10]
- Stefania Izydorczyk (1972–1991)[10]
- Iwona Sienkiewicz-Zychla (1991–1993)[5]
- Maria Szweda (1993–2007)[5]
- Grażyna Paździorek (pełniąca obowiązki; 2007–2008)[5]
- dr Jolanta Mol (2008–2018)[5]
- dr Jacek Pruciak (od 2018)[5]

## Budynek

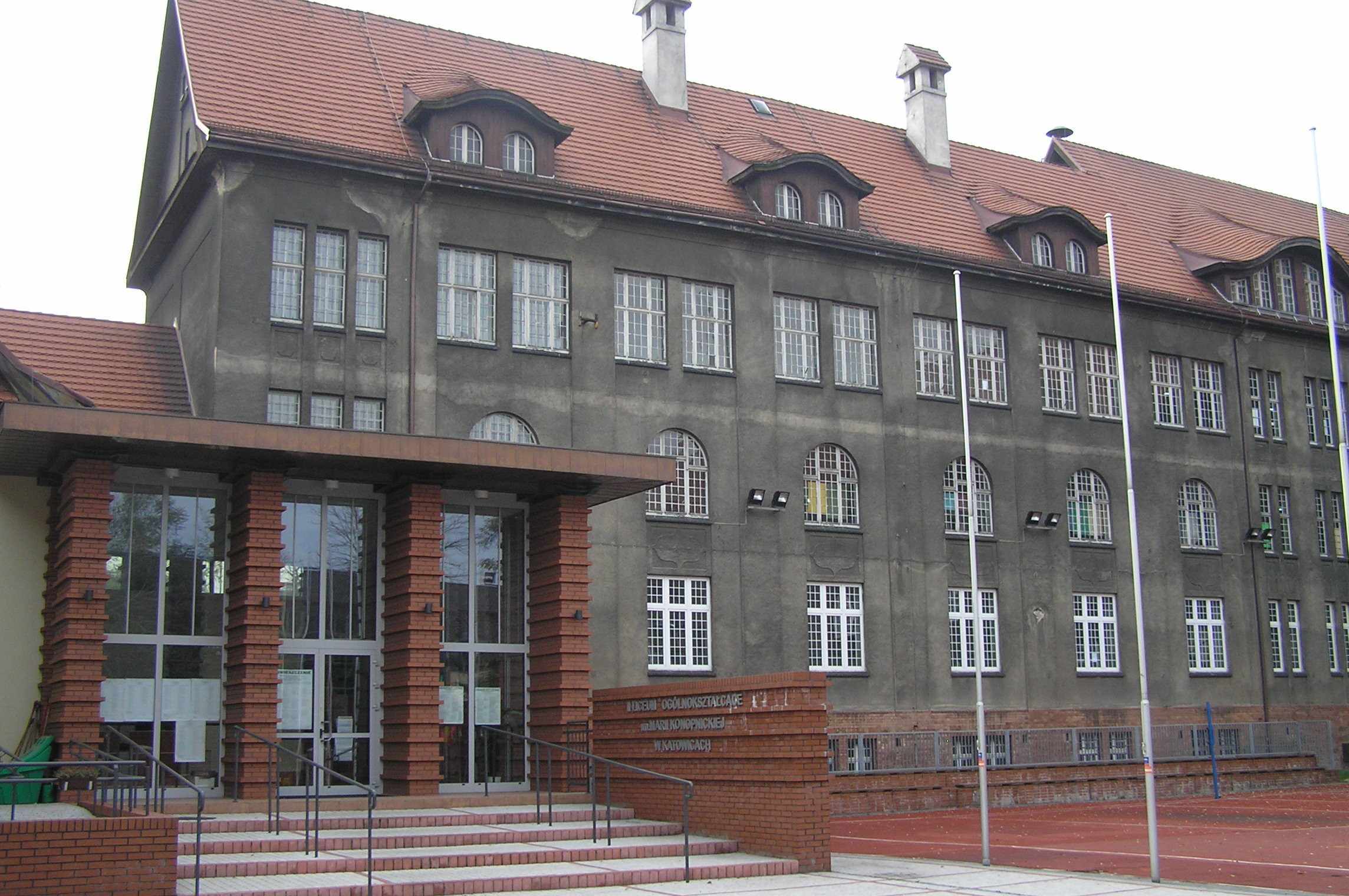
Wejście do budynku liceum od strony ulicy J. Kilińskiego (2006)

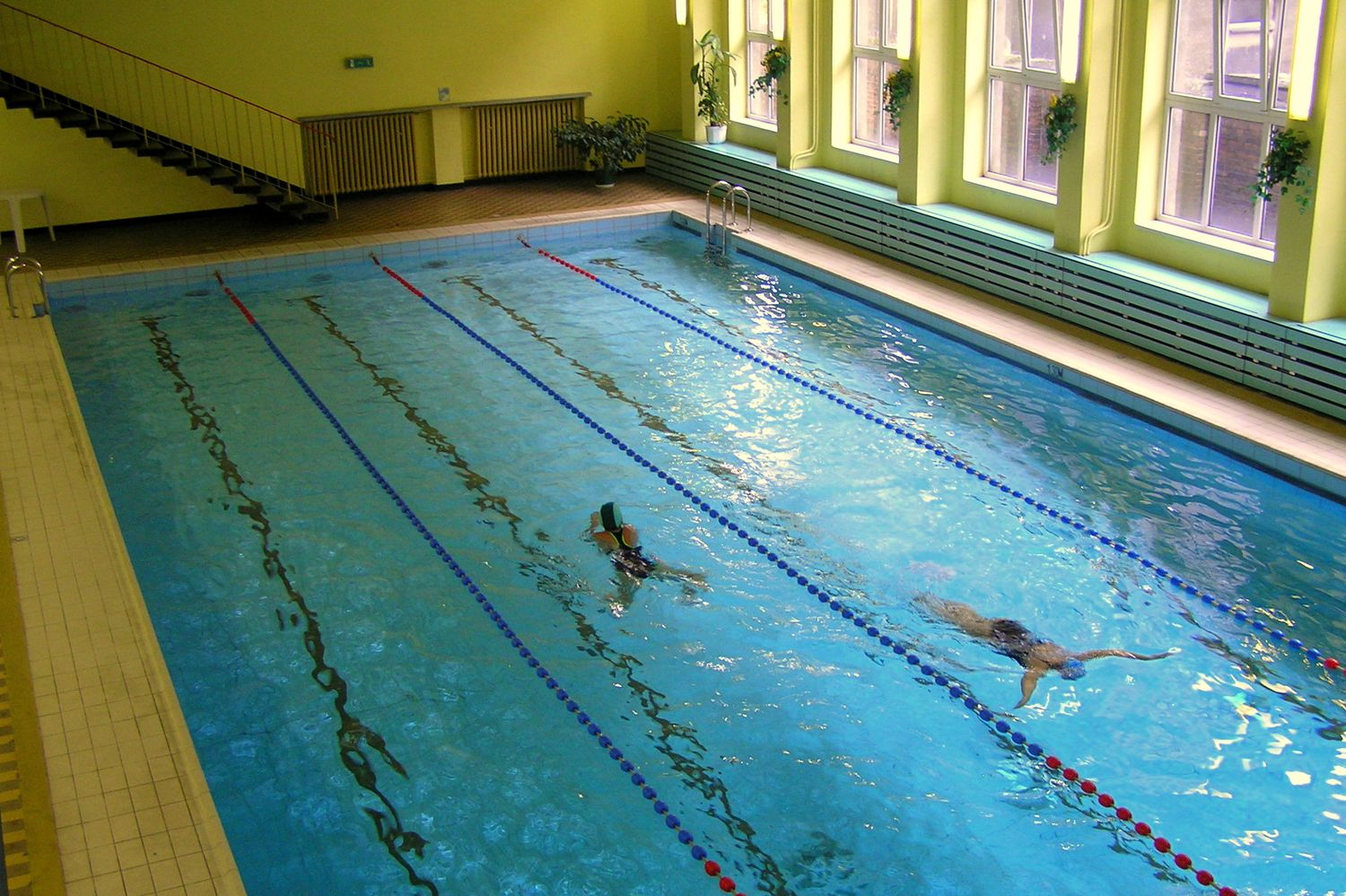
Basen szkolny (2006)

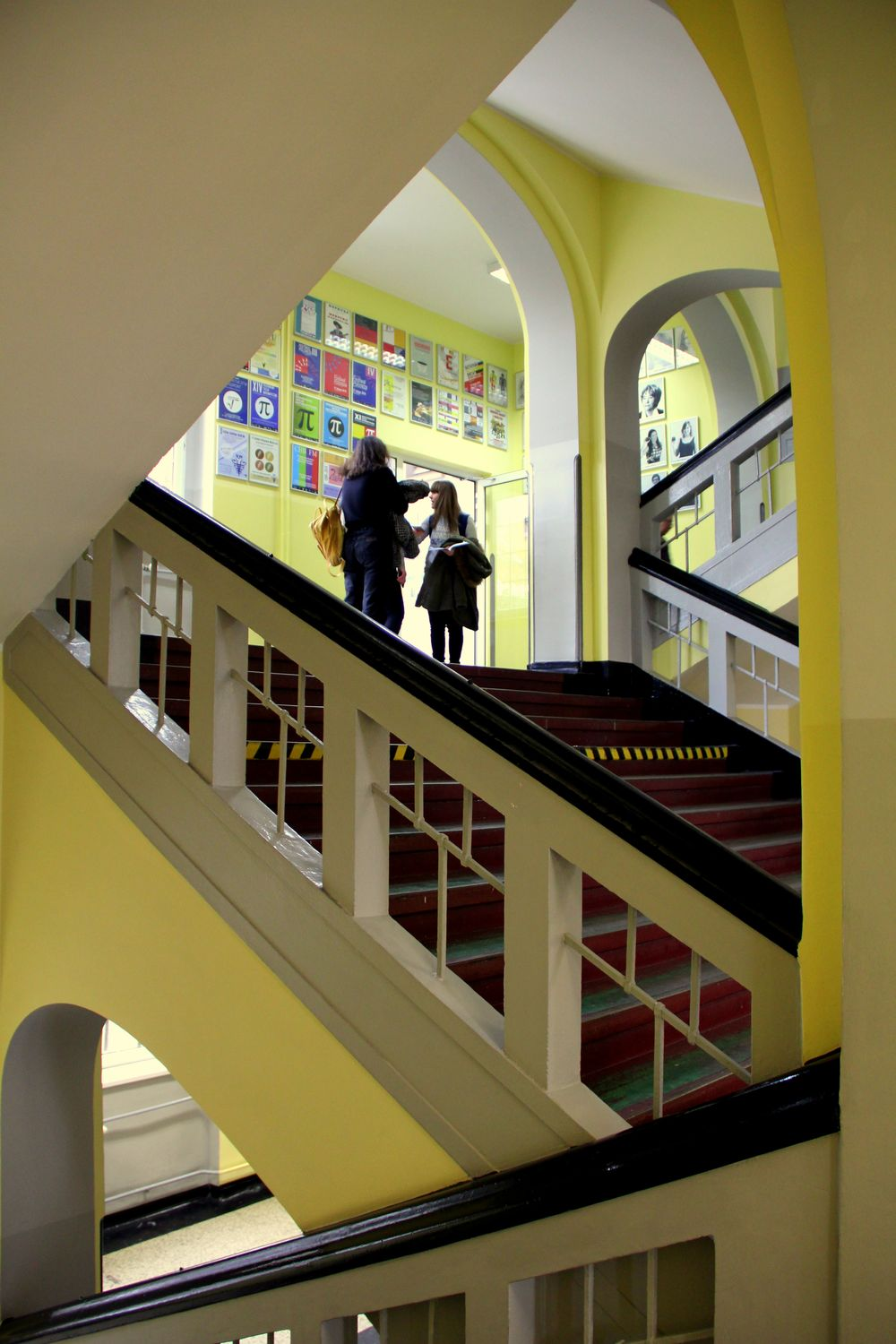
Korytarz w budynku liceum (2018)

Siedziba szkoły znajduje się przy ulicy B. Głowackiego 6 w Katowicach, na terenie dzielnicy Śródmieście. Działa w budynku z 1911 roku (bądź z 1913 roku)  usytuowanym w południowej, modernistycznej części centrum miasta, w sąsiedztwie placu ks. kard. A. Hlonda.
Jest to obiekt murowany z cegły, tynkowany i trójkondygnacyjny z poddaszem, zwieńczony dachem dwuspadowym. Architektonicznie prezentuje cechy stylu modernizmu. Zdobiony jest lukarnami, ryzalitami i pseudopilastrami.
Gmach wyposażony jest m.in. w pracownie przedmiotowe wyposażone w sprzęt multimedialny, bibliotekę z pozycjami akademickimi oraz literaturą hiszpańsko- i angielskojęzyczną, basen, trzy sale gimnastyczne, siłownię, stołówkę czy strefę relaksu dla uczniów.

## Charakterystyka
II Liceum Ogólnokształcące im. Marii Konopnickiej z Oddziałami Dwujęzycznymi w Katowicach to szkoła publiczna prowadzona jest przez miasto Katowice, z nadzorem pedagogicznym sprawowanym przez Śląskiego Kuratora Oświaty w Katowicach. Kształci i wychowuje uczniów zgodnie z zasadami oświaty oraz spełnia funkcję kształcącą, wychowującą i kulturotwórczą.
Organami szkoły są: Dyrektor Szkoły, Rada Pedagogiczna, Rada Rodziców i Samorząd Uczniowski. Dyrektorem szkoły wg stanu na 2025 rok jest dr Jacek Pruciak, a wicedyrektorami Anastazja Nędzi i dr Małgorzata Matyja.
W liceum działa oddział dwujęzyczny z językiem hiszpańskim, a także oddziały: ekonomiczno-prawny (działający pod patronatem Rady Okręgowej Izby Radców Prawnych w Katowicach), biologiczno-chemiczny (pod patronatem Śląskiego Uniwersytetu Medycznego w Katowicach) i sigma (pod patronatem Wydziału Inżynierii Biomedycznej Politechniki Śląskiej oraz Uniwersytetu Ekonomicznego w Katowicach).
W szkole działa Szkolne Centrum Wolontariatu, angażujące się w różnego typu akcje charytatywne, w tym m.in. w Szlachetną Paczkę, Światowy Dzień Ubogich, pomoc chorym dzieciom czy organizację Koncertu Charytatywnego Konopy i Maratonu Pisania Listów. Wydawana jest szkolna gazeta „Konopa Press”.
Szkoła od lat 70. XX wieku posiada swój hymn, napisany i skomponowany przez uczniów szkoły.
W rankingu liceów w Katowicach za 2024 roku prowadzonym przez portal waszaedukacja.pl szkoła zajęła 5. miejsce.

## Znani pracownicy
- Paweł Didkowski – lekkoatleta, nauczyciel wychowania fizycznego[22]
- Zygmunt Surowiak – inżynier materiałowy, dyrektor szkoły[23]

## Znani absolwenci
- Grzegorz Chudy – plastyk i muzyk[9]
- Krystyna Doktorowicz – specjalistka zarządzania mediami, wykładowczyni, senator[2]
- Agata Duda-Gracz – reżyserka i scenografka teatralna[2]
- Kamil Durczok – redaktor naczelny i prezenter[2]
- Stanisława Gierek-Ciaciura – profesor medycyny, okulistka[24]
- Robert Herba – inżynier, kierowca rajdowy, kaskader i aktor
- Krystyna Heska-Kwaśniewicz – literaturoznawczyni, wykładowczyni na Uniwersytecie Śląskim, działaczka harcerska[25]
- Barbara Hoff – projektantka mody[2]
- Anna Łabno – prawniczka, profesor Uniwersytetu Śląskiego w Katowicach
- Bartłomiej Majzel – poeta, współtwórca grupy poetyckiej Na Dziko, podróżnik[26]
- Aleksander Nawarecki – historyk i teoretyk literatury, profesor Uniwersytetu Śląskiego[2]
- Iwona Nowakowska-Kempna – językoznawczyni, slawistka, profesor zwyczajna
- Piotr Nowina-Konopka – polityk, ekonomista, działacz społeczny, wykładowca akademicki
- Stanisława Ryster – redaktorka telewizyjna[2]
- Ewa Starowieyska – scenografka, związana głównie z Teatrem Współczesnym w Warszawie
- Krzysztof Szaflarski –  ekonomista, rektor
- Halina Śmiela-Jacobson – aktorka Teatru Polskiego we Wrocławiu